# Santoral

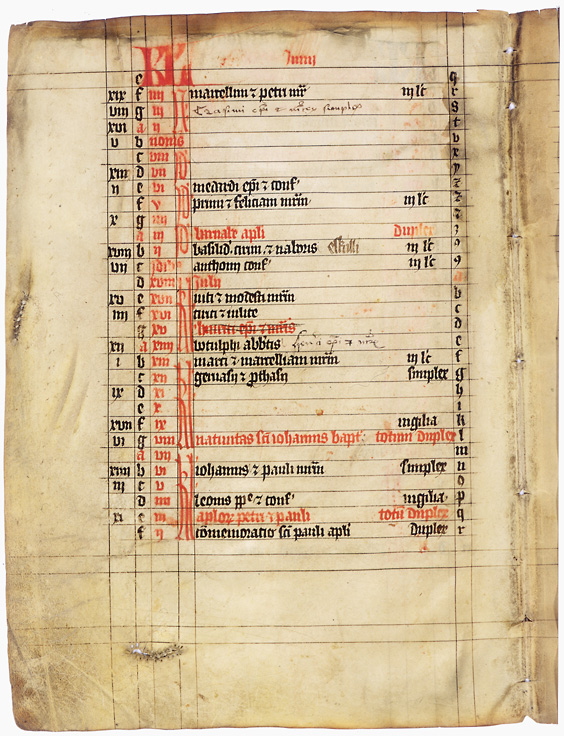
Fragment de manuscrit medieval d'origen finlandès (vers el 1340-1360), utilitzat pel convent dominicà de Turku, que mostra el calendari litúrgic del mes de juny

El santoral és el calendari litúrgic que indica la data en la qual se celebren les festivitats en honor d'un sant o una altra figura religiosa. El calendari actualment en ús per l'Església Catòlica és una versió modificada del costum paleocristià de commemorar la mort dels màrtirs en el seu aniversari; amb la contínua canonització de creients al llarg dels segles, tots els dies de l'any commemoren almenys un sant.
No solament la mort dels màrtirs es recorda avui d'aquesta manera; també els sants morts per causes naturals, així com les festivitats com la Pàsqua, la Pentecosta o l'Epifania, relacionades amb esdeveniments de la vida de Jesús i de la història de l'Església.
En l'època medieval era freqüent indicar les dates dels esdeveniments en relació amb el calendari eclesiàstic, indicant, per exemple, el «tercer dia de l'advent» o la «nit de Sant Joan».
De la mateixa manera, el nom de pila dels infants solia assignar-se segons la festivitat que se celebrés el dia del seu naixement o baptisme; encara que això és menys freqüent avui en dia, en alguns països de tradició catòlica o ortodoxa es conserva el costum de saludar i felicitar les persones el dia del seu sant.